# クマリ級
クマリ級（-きゅう、Kumari class）は、アメリカのSFテレビドラマ『スタートレック:エンタープライズ』に登場するアンドリア帝国防衛軍所属宇宙船の級名。

## 概要
アンドリア帝国防衛軍の主力戦艦。乗員は約86名。バルカンのディキーア型巡洋戦艦と同程度の性能を有する。
クリンゴン帝国防衛軍のラプター級偵察船に類似したデザインで、船首ブロックが大きく、これと似た形状の構造物が左右ウィングの上面に乗っている。
素粒子砲、防御スクリーン、トラクタービームを装備。以前アンドリアは転送技術を保有していなかったが、地球暦2154年頃からかなり高度な転送システムを装備するようになった。
ブリッジは艦長席を中心にして、前・左右・後にそれぞれステーションが置かれており、全てのステーションの座席は艦長席に対し背を向けるように配置されている。また左舷側後方に艦長作戦室がある。

## クマリ級戦艦一覧
- クマリ（Kumari）

クマリ級の一番艦。地球暦2142年頃からシレック・シュラン司令官の指揮。10年以上も最前線で活躍してきた実績のある艦で、バルカンがアンドリアへ侵略を試みた際には迎撃艦隊の旗艦を務めた。また地球暦2154年2月に爬虫類族ズィンディが惑星破壊兵器を伴って地球圏へ侵攻した際には、単独で駆け付けて地球連合宇宙艦隊を支援し敵司令船を撃破する功績を挙げた。しかし地球暦2154年11月にテラライトとの貿易会議に出席する大使をバベル1号星へ送る途上、テラライト軍の巡洋艦に偽装したロミュラン・ウォーバードの攻撃を受け撃沈された。船名はアンドリア星を初めて一周した砕氷船に由来。